# لیسترفردا
لیسترفردا (به آلمانی: Listerfehrda) یک منطقهٔ مسکونی در آلمان است که در تسانا-لشتر واقع شده‌است. لیسترفردا ۳۳۳ نفر جمعیت دارد.